# Dublin Core

Exemplo de Dublin Core.

Dublin Core é um esquema de metadados que visa descrever objetos digitais, tais como, videos, sons, imagens, textos e sites na web. Aplicações de Dublin Core utilizam XML e o RDF (Resource Description Framework).
A Dublin Core Metadata Initiative (DCMI) (Iniciativa Dublin Core Metadados) é uma organização dedicada a promover a adoção de padrões de interoperabilidade de metadados e desenvolver vocabulários especializados para descrever fontes e recursos da Web para que os sistemas de busca e recuperação de informações sejam mais rápidos e flexíveis.

## Níveis do padrão
O padrão Dublin Core inclui dois níveis: Simples e Qualificado. O Dublin Core Simples inclui quinze elementos, o Qualificado inclui três elementos adicionais (Audiência, Proveniência e Detentor de Direitos), assim como um grupo de refinamentos de elementos (também chamados qualificadores), que refinam a semântica dos elementos de maneira que sejam úteis na descobertas de recursos.

## Dublin Core Simples
O Elemento de Metadados Dublin Core Simples (Core Metadata Element Set, DCMES) consiste de quinze elementos de metadados:
1. Title: Título - Um título será o nome pelo qual o recurso é formalmente conhecido, podendo ser o próprio título.
2. Creator: Autor - Pode uma pessoa, uma organização ou um serviço.
3. Subject: Assunto/ palavras-chave - O assunto será expresso com palavras-chave, descritores ou códigos de classificação que descrevem o tema do recurso (indica o conteúdo informativo) .
4. Description: Descrição -  descrição pode incluir tabelas de conteúdo, referências para uma representação de conteúdo ou um texto livre de relato do conteúdo.
5. Publisher: Editor - Inclui uma pessoa, uma organização ou serviço.( o nome do editor deve ser usado para indicar uma entidade).
6. Contributor: Contribuidor/ colaborador - Inclui uma pessoa, uma organização ou serviço.( o nome do editor deve ser usado para indicar uma entidade).
7. Date: Data - Data será associada a criação ou disponibilização do recurso. recomenda-se  o uso da norma ISO 8601 e segue o formato AAAA-MM-DD.
8. Type: Tipo do recurso - O elemento Type (DC.Type) é usado para descrever a categoria ou o gênero do conteúdo do recurso. Para fins de interoperabilidade, o valor primário deve ser selecionado na lista enumerada apresentada aqui. O tipo selecionado nessas listas será usado sem anotação ou qualificação no Dublin Core ™ simples. texto: recursos em que o conteúdo é principalmente palavras para leitura. Por exemplo - livros, cartas, dissertações, poemas, jornais, artigos, arquivos de listas de discussão. Observe que imagens de textos ainda são do gênero de texto.  Imagem: o conteúdo é principalmente representação visual que não seja texto. Por exemplo - imagens e fotografias de objetos físicos, pinturas, gravuras, desenhos, outras imagens e gráficos, animações e imagens em movimento, filmes, diagramas, mapas, notação musical. Observe que a imagem pode incluir representações eletrônicas e físicas.  Som: o conteúdo é basicamente áudios. Exemplos: música, discursos, gravações de som, podcasts.  Conjunto de dados: informações estruturadas codificadas em listas, tabelas, bancos de dados, etc. Normalmente estarão em um formato disponível para processamento direto da máquina. Por exemplo - planilhas, bancos de dados, dados GIS, dados midi. Observe que números e palavras não estruturados serão normalmente considerados como texto do tipo.  Programas: programas de computador na fonte ou em formato compilado que possam estar disponíveis para instalação não transitória em outra máquina. Para software que existe apenas para criar um ambiente interativo, use interativo.  Interativo: recursos que exigem que a interação do usuário seja entendida, executada ou experimentada. Por exemplo - formulários em páginas da web, objetos de aprendizado multimídia, serviços de bate-papo, realidade virtual.  Evento: ocorrência não persistente e baseada no tempo. Os metadados de um evento fornecem informações descritivas que são a base para a descoberta do objetivo, local, duração, agentes responsáveis e links para eventos e recursos relacionados. O recurso do tipo evento pode não ser recuperável se a instanciação descrita expirou ou ainda está para ocorrer. Exemplos - exibição, transmissão na web, conferência, oficina, dia aberto, performance, batalha, julgamento, casamento, conflagração.  Objeto físico: objetos ou substâncias. Por exemplo - uma pessoa, um computador, a grande pirâmide, uma escultura, trigo. Observe que representações digitais ou substitutos para essas coisas devem usar imagem, texto ou um dos outros tipos.
9. Format: Formato. O formato (DC.Format) de um arquivo refere-se ao formato de dados. Isso é importante na recuperação da informação, pois permite ao usuário entender que software, hardware ou outra infraestrutura é necessária para exibir, operar ou usar o recurso. Para fins de interoperabilidade, o valor do formato ou da mídia de dados deve ser selecionado em uma lista enumerada, conforme discutido abaixo. Os valores para DC.Format selecionados nessas listas serão usados sem anotação no Dublin Core ™ simples. Para recursos eletrônicos, é recomendável selecionar um valor de DC.Format na lista de Tipos de mídia da Internet (valores MIME) sempre que possível.  O tamanho de um recurso digital será normalmente fornecido em bytes, mas medidas adicionais podem ser apropriadas para recursos específicos, por exemplo, duração (em segundos) para uma dimensão sonora, linear ou geométrica (em pixels) para uma imagem, contagem de palavras para um texto.  Para outros recursos, recomenda-se selecionar um valor de DC.Format a partir de listas de tipos de mídia físicos, como fornecido no AAT (Arte e Arquitetura), mantido pelo Getty Information Institute (em particular, consulte a faceta Materiais) )  Existem várias maneiras de medir o tamanho de objetos físicos, incluindo dimensões lineares, área, volume e massa. O usuário deve ter o cuidado de especificá-las para permitir o melhor desempenho na descoberta de recursos.
10. Identifier: Identificador do recurso - recomenda-se utilizar o string ou número conforme um sistema de identificação formal. Exemplo: (Uniform Resource Identificador - URI) e outros.
11. Source: Fonte - O presente recurso pode ser derivado de uma fonte de recurso inteira ou em parte, recomenda-se utilizar o string ou número conforme um sistema de identificação formal.
12. Language: Idioma - A recomendação para o melhor uso dos valores do elemento língua é definida pela RFC 1766 que inclui um código de língua em 2 letras( do padrão ISO 639), seguido opcionalmente pelo código do país em 2 letras também (do padrão ISO 3166).
13. Relation: Relação - Recomenda-se utilizar o string ou número conforme um sistema de identificação formal.
14. Coverage: Abrangência/ Cobertura - Inclui localização espacial, período temporal ou jurisdição, recomenda-se utilizar vocabulário controlado.
15. Rights:  Gerenciamento de Direitos autorais - Conterá uma declaração de gerenciamento de direitos para o recurso. Informações de Direitos frequentemente abrangem Direito de Propriedade Intelectual (Intellectual Property Rights - IPR), Copyright, e várias propriedades de Direitos.

Cada elemento Dublin Core é opcional e pode ser repetido. O DCMI estabeleceu maneiras padronizadas para  refinar os elementos e encorajar o uso de esquemas de codificação e vocabulário. Não há ordem no Dublin Core para apresentar ou usar os elementos.
Informação completa sobre definição de elementos e relações de termos podem ser encontradas no the Dublin Core Metadata Registry.

## Qualificação do padrão de Dublin Core (Qualified Dublin Core)
Após a especificação do original 15 elementos, um processo em curso para desenvolver termos exemplar de prorrogação ou de refinação de Dublin Core Metadata Element Set (DCMES) foi iniciado. Os termos adicionais foram identificados, geralmente em grupos de trabalho do Dublin Core Metadata Initiative, e julgados pela DCMI Usage Board para estar em conformidade com os princípios de boas práticas para a qualificação de elementos metadados Dublin Core. 
Os elementos refinados tornam o significado de um elemento mais restrito ou mais específico. Um elemento refinado parte o significado do elemento não qualificado, mas com um âmbito mais restrito.
O princípio orientador para a qualificação dos elementos Dublin Core, coloquialmente conhecido como o Dumb-Down Principle[1], afirma que uma aplicação que não compreende o elemento refinado específico deve ser capaz de ignorar o qualificador e tratar o valor dos metadados, como se se fosse um absoluto (mais) elemento. Embora isso possa resultar em alguma perda de especificidade, o valor dos elementos restantes (sem o qualificador) deve continuar a ser, em geral correto e útil para a descoberta.
Além de elementos refinados, o Dublin Core inclui um conjunto de esquemas de codificação recomendada, projetado para auxiliar na interpretação do valor de um elemento. Esses esquemas incluem vocabulários controlados e anotações de análise formal ou regras. Um valor expresso utilizando um esquema de codificação pode assim ser um token selecionado de um vocabulário controlado (por exemplo, um termo de um sistema de classificação, ou conjunto de cabeçalhos de assunto) ou uma string formatada de acordo com uma notação formal (por exemplo, "2000-12-31" como o padrão de expressão de uma data). Se um esquema de codificação não é compreendido por uma aplicação, o valor ainda pode ser útil para um leitor humano.
Audiência, Proveniência e Detentor de Direitos são elementos, mas não fazem parte dos elementos simples. Use Audiência, Proveniência e Detentor de Direitos somente quando estiver usando Dublin Core qualificado. O DCMI também mantém um vocabulário pequeno, em geral recomendado para uso dentro do tipo de elemento. Este vocabulário é atualmente constituído por 12 termos.

## Sintaxes
Sintaxe escolhidas para a DC metadados deve depender de uma série de variáveis, e de "tamanho único todas as prescrições" raramente se aplicam. Ao considerar uma sintaxe apropriada, é importante notar que os conceitos Dublin Core e semântica são projetados para serem independentes de sintaxe, são igualmente aplicáveis em uma variedade de contextos, enquanto os metadados é a forma adequada de interpretação, tanto por máquinas e seres humanos. 
O Dublin Core Abstract Model, prevê um modelo de referência contra a qual as orientações codificação específica DC pode ser comparado, independente de qualquer sintaxe de codificação particular. Esse modelo permite que os executores de referência para uma melhor compreensão dos tipos de descrições que eles estão tentando codificar e facilita o desenvolvimento de mapeamentos melhor e traduções entre diferentes sintaxes.

## Algumas aplicações
Um Tipo de Definição de Documento baseado no Dublin Core é a especificação "OMF" (Open Source Metadata Framework). O OMF por sua vez é usado por ScrollKeeper, que é usado pelo GNOME e KDE e navegadores ajudar o servidor a documentação ScrollServer. PBCore também é baseado no Dublin Core. A CMF Zope produtos Metadados, usado pelo Plone, ERP5, o CPS Nuxeo sistemas de gerenciamento de conteúdo, e também implementar FedoraCommons Dublin Core.
DCMI também mantém uma lista de projetos usando Dublin Core em seu website.